# Harry Price
Harry Price, född 17 januari 1881, död 29 mars 1948, var en brittisk parapsykologisk forskare, känd bl.a. för att ha avslöjat falska spiritister och för sin undersökning av prästgården i Borley, som påståtts hemsökas av spöken. Price använde alltid modern teknik vid sina undersökningar, såsom en fjärrstyrd filmkamera och transportabla telefoner. Hans undersökningar övertygade honom att t.ex. gengångare existerade, men hans undersökningar har kritiserats häftigt efter hans död och bevis om manipulerade fakta har kommit fram. Och även om han avslöjade en del medier så ansåg han att det fanns äkta sådana.